# Antanas Nedzinskas

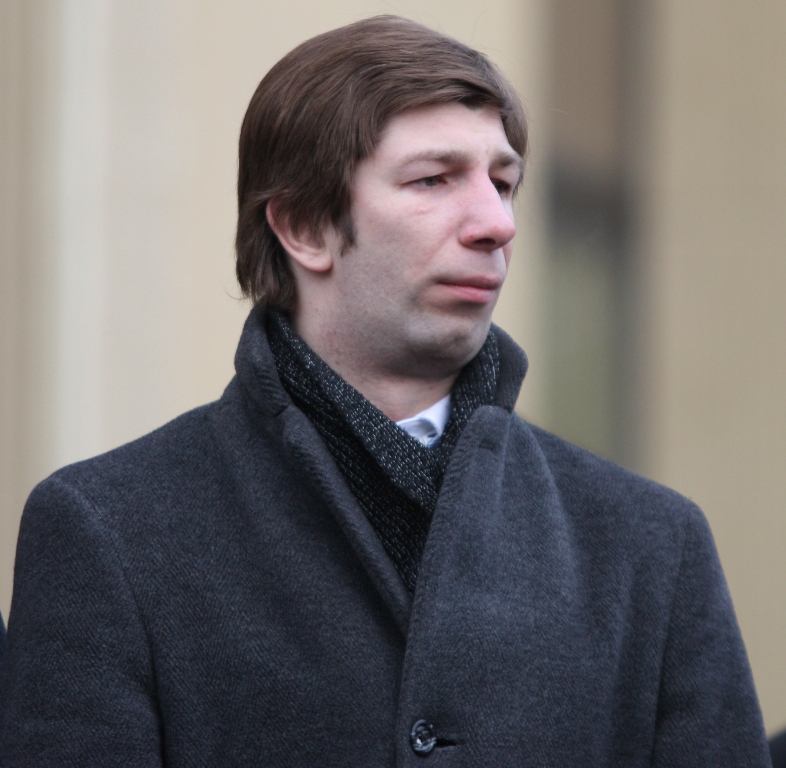
Antanas Nedzinskas (2010)

Antanas Nedzinskas (* 15. März 1981 in Alytus) ist litauischer Sänger, Radio-Moderator und Politiker, Mitglied des litauischen Seimas.

## Leben
Seine Mutter Stasė Nedzinskienė ist Lehrerin an der Mittelschule Alytus, Stellvertretende Schuldirektorin.
Nach dem Abitur an der Panemunė-Mittelschule Alytus absolvierte Antanas Nedzinskas von 2000 bis 2006 das Bachelorstudium der Bibliothekswissenschaften sowie das Masterstudium der Public Relations an der Kommunikationsfakultät der Vilniaus universitetas. 
September 2005 nahm Antanas an der TV-Show „Dangus“.
Von 2008 bis 2012 war er Mitglied im Seimas (in der Partei Tautos prisikėlimo partija). Nedzinskas besiegte er in den Wahlen im Wahlbezirk der Rajongemeinde Alytus (mit 47,82 % gegen 47,41 % Stimmen) den ehemaligen Innenminister Litauens und Seimas-Mitglied Rechtsanwalt Vidmantas Žiemelis (* 1950). An Seimas-Wahlen 2012 scheiterte Antanas schon im 1. Wahlgang und gelang zum weiteren Wahlgang nicht. Seit November 2024 ist er Mitglied im 14. Seimas. Er wurde in der Liste von LSDP ausgewählt. 

## Preise
- Vytautas-Nedzinskas-Preis, 2005

## Diskografie
- "Antanas – Fontanas", 2005
- "Antanas - Šampanas", 2007
- "Antanas - Gurmanas" 2008